# 理查德·巴克斯特
理查德·巴克斯特（Richard Baxter 1615年11月12日—1691年12月8日）是英國清教徒領䄂、詩人、讚美詩作家、神學家、辯論家，是一位來史樂郡的英國非國教教會領袖和神學家，被稱為“英國新教學者的領袖”。 1630 年代後期，他在伍斯特郡中的基德明斯特的事工使他聲名鵲起，同時他也開始了漫長而多產的神學作家生涯。
根據1662 年教會統一法令，巴克斯特拒絕任命為赫里福德主教，並被開除出英格蘭教會。 他成為清教徒運動中最有影響力的領導人之一，並在獄中度過了一段時間。他的觀點在加爾文主義的預定論傳統中仍然存在爭議，因為他教導說基督徒被置於一種信仰法則之下。

## 早期生命
理查德的早期教育很差，主要由當地神職人員提供，他們自己幾乎是文盲。 他得到了在弗羅克斯特 (Wroxeter) 學校的校長幫助，約翰·歐文，他從 1629 年到 1632 年在那裡學習，並在拉丁語方面取得了不錯的進步。在歐文的建議下，他沒有前往牛津（此後他後悔了），而是去了拉德洛城堡，與威爾士委員會和馬爾奇（Council of Wales and the Marches）的牧師理查德·威克斯特德（Richard Wickstead）一起讀書。
他不情願地被說服去法庭，在Master of the Revels亨利·赫伯特爵士（Henry Herbert）的贊助下，他去了倫敦，打算這樣做，但很快就回到了家，決心研究神學。 他母親的去世證實了他的決定。
在弗羅克斯特 (Wroxeter）為垂死的 Owen 工作，做老師，三個月後，Baxter 與當地牧師 Francis Garbet 一起讀神學，並增加了他的閱讀（最初是理查德·西布斯 Richard Sibbes、威廉·珀金斯William Perkins 和 伊齊基爾·庫爾弗維爾Ezekiel Culverwell 的靈修著作，作為以及 14 歲時的加爾文主義者埃德蒙邦尼Edmund Bunny，然後在經院哲學家）理察·胡克和喬治唐納姆的正統英格蘭教會神學，以及約翰斯普林特（John Sprint）和約約翰·伯格斯（John Burges）的順從清教徒的論點。 大約在 1634 年，他遇到了約瑟夫·西蒙茲（Thomas Gataker 的助手）和沃爾特·克拉多克，這兩位非國教教徒。